# Stiria fuliginosa
Stiria fuliginosa är en fjärilsart som beskrevs av Smith 1907. Stiria fuliginosa ingår i släktet Stiria och familjen nattflyn. Inga underarter finns listade i Catalogue of Life.